# Élie Guadet
Pour les articles homonymes, voir Guadet.
Marguerite Élie Guadet, né le 20 juillet 1755 à Saint-Émilion (généralité de Bordeaux, actuel département de la Gironde), mort guillotiné le 1er messidor an II (le 19 juin 1794) à Bordeaux, est un homme politique de la Révolution française.
Député à l'Assemblée nationale législative et à la Convention nationale, où il est l'un des meneurs de la Gironde et où il vote la mort de Louis XVI, en se prononçant pour l'appel au peuple et pour le sursis à l'exécution de la peine. Il est proscrit à l'issue des journées du 31 mai et du 2 juin 1793, s'enfuit à Caen puis à Saint-Émilion où il est découvert, et exécuté à Bordeaux. 

## Biographie

### Origines familiales
Élie Guadet est issu d'une famille bourgeoise. Son grand-père et parrain, Élie Guadet, est maire de Saint-Émilion et son père, Jean Guadet, est jurat de la même ville. 
Le 20 décembre 1781, Élie Guadet, alors « bachelier en droit », épouse, à Ambès, Marie-Thérèse Dupeyrat, fille d'un négociant bordelais du quartier des Chartrons. 

### Parcours politique

#### Mandat à la Législative

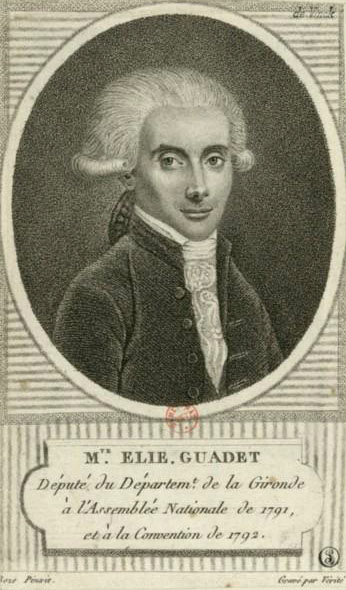
Élie Guadet.
Estampe gravée par Jean-Baptiste Vérité d'après un dessin de Joseph Boze, Paris, BnF, département des estampes, vers 1792-1793.

La France devient une monarchie constitutionnelle en application de la constitution du 3 septembre 1791. Le même mois, Élie Guadet, alors président du tribunal criminel de la Gironde, est élu député du département, le sixième sur douze, à l'Assemblée nationale législative. 
Gaudet siège sur les bancs de la gauche de l'Assemblée et s'impose comme l'un des meneurs de la Gironde aux côtés de ses collègues Armand Gensonné, Jean-Antoine Grangeneuve et Pierre Vergniaud (députés de la Gironde) et Jacques-Pierre Brissot (député de la Seine). 
Le 22 janvier 1792, il est élu président de l'Assemblée. En avril, il vote pour que les soldats du régiment de Châteauvieux qui s'étaient mutinés lors de l'affaire de Nancy soient admis aux honneurs de la séance. En août, il vote en faveur de la mise en accusation du marquis de La Fayette. 
Parallèlement à son mandat, il adhère au club des Jacobins, dont il est élu président le 18 janvier 1792, et à la société des Amis des Noirs. 

#### Mandat à la Convention
La monarchie prend fin à l'issue de la journée du 10 août 1792 : les bataillons de fédérés bretons et marseillais et les insurgés des faubourgs de Paris prennent le palais des Tuileries. Louis XVI est suspendu et incarcéré avec sa famille à la tour du Temple. 
En septembre 1792, Élie Guadet est réélu député de la Gironde, le deuxième sur douze, à la Convention nationale.
Il exerce des fonctions dirigeantes au sein de la Convention girondine : 
- Le 4 octobre, sous la présidence de Jean-François Delacroix (député d'Eure-et-Loir), il est élu secrétaire aux côtés de François Buzot (député de l'Eure) et d'Emmanuel-Joseph Sieyès (député de la Sarthe)[5].
- Le 18 octobre, il est élu président de la Convention nationale et ses secrétaires sont Charles Barbaroux (député des Bouches-du-Rhône), Georges Danton (député de la Seine), Armand Gensonné et Armand de Kersaint (député de Seine-et-Oise)[6].
- Le 4 janvier 1793, en tant que membre du Comité diplomatique, aux côtés de ses collègues Jacques-Pierre Brissot (député d'Eure-et-Loir), Louis-Bernard Guyton-Morveau (député de la Côte-d'Or) et Armand de Kersaint, il est élu membre du Comité de défense générale[7].

Lors du procès de Louis XVI, il vote la mort, et se prononce en faveur de l'appel au peuple et du sursis à l'exécution de la peine. Le 13 avril 1793, il se récuse lors du scrutin sur la mise en accusation de Jean-Paul Marat. Le 28 mai, il vote en faveur du rétablissement de la Commission des Douze. 
Le 15 avril, Guadet fait partie des vingt-deux députés girondins accusés par les sections parisiennes d'avoir « ouvertement violé la foi de leurs commettants ». Marat dénonce Guadet, le 9 mai dans son journal, comme membre de la « faction des hommes d’État ». 
Guadet est arrêté à l'issue des journées du 31 mai et du 2 juin 1793. Le 8 juillet, dans son rapport au nom du Comité de Salut public, Louis-Antoine de Saint-Just (député de l'Aisne) l'accuse de complicité avec les députés girondins en fuite. Le 28 juillet, il est décrété d'accusation après le rapport de Bertrand Barère (député des Hautes-Pyrénées). 
Guadet s'enfuit de Paris et rejoint la ville de Caen alors soulevée contre la Convention puis se réfugie à Saint-Émilion. Il est décrété hors-la-loi. Il y est découvert caché chez son père aux côtés de son collègue Jean-Baptiste Salle (député de la Meurthe). Tous deux sont conduits à Libourne puis à Bordeaux où ils sont exécutés le 1er messidor an II (le 19 juin 1794). 

### Source
- Opinion de M. Guadet, député du département de la Gironde, sur les colonies, prononcée dans la séance du 23 mars 1792, Paris, Impr. Nationale, 1792 (lire en ligne)